# Kultura Castro
Kultura Castro (galicijsko cultura castrexa, portugalsko cultura castreja, asturijsko cultura castriega, špansko cultura castreña, kar pomeni »kultura utrdb«) je arheološki izraz za materialno kulturo severozahodnih regij Iberskega polotoka (današnja severna Portugalska skupaj z Galicijo, Asturijo in zahodnimi deli Kastilije in Leona) od konca bronaste dobe (ok. 9. stoletje pr. n. št.) do njenega podrejanja rimski kulturi (ok. 1. stoletja pr. n. št.). To je kultura, povezana z Gallaečani in Asturijci.
Najpomembnejše značilnosti te kulture so: njeni obzidani oppidumi in utrdbe na vzpetinah, lokalno znane kot castros, iz latinskega castrum -  grad in pomanjkanje vidnih pogrebnih praks, kljub pogostim odlaganjem prestižnih predmetov in blaga, mečev in drugo kovinsko bogastvo v skalnatih izrastkih, rekah in drugih vodnih okoljih od atlantske bronaste dobe. To kulturno območje se je razširilo na vzhod do reke Cares v severni Španiji in na jug v spodnjo dolino reke Duero.
Območje doline Ave na Portugalskem je bilo osrednje območje te kulture, s številnimi majhnimi naselji castros, vendar tudi z večjimi oppidumi, cividades (iz latinščine civitas - mesto), nekatere arheologi zaradi svojega mesta imenujejo citânias, zaradi njohove podobnosti mestnim strukturam: Cividade de Bagunte (Civitas Bogonti), Cividade de Terroso (Civitas Terroso), Citânia de Briteiros in Citânia de Sanfins.

## Zgodovina
Kultura Castro se je pojavila v prvih dveh stoletjih prvega tisočletja pred našim štetjem v regiji, ki sega od reke Duero do  Miño, a se je kmalu razširila proti severu vzdolž obale in vzhodno po rečnih dolinah, dosegla gorske verige. ki ločujejo atlantsko obalo Iberskega polotoka od osrednje planote ali mezete. To je bil rezultat avtonomnega razvoja atlantske bronastodobne skupnosti po lokalnem propadu daljnosežne atlantske mreže izmenjave prestižnih predmetov.

### Konec atlantske bronaste dobe
Od reke Mondego do reke Miño, vzdolž obalnih območij severne Portugalske, je v zadnjih dveh stoletjih drugega tisočletja pred našim štetjem nastala vrsta naselij na visokih, dobro komuniciranih krajih, ki so sevala iz osrednjega območja na severu Mondege in se običajno specializirala za proizvodnjo atlantske bronastodobne metalurgije: kotli, noži, bronaste vaze, ražnji za pečenje, kavlji za meso, meči, sekire in nakit, ki se nanašajo na plemiško elito, ki je praznovala obredne bankete in sodelovala pri obsežni mreži izmenjave prestižnih predmetov, od Sredozemlja do Britanskih otokov. Te vasi so bile tesno povezane z odprtimi naselbinami, značilnimi za prvo bronasto dobo, ki so se pogosto pojavljale v bližini dolin in bogatejših kmetijskih zemljišč.
Od začetka prvega tisočletja se zdi, da je mreža propadla, verjetno zato, ker je železna doba zasenčila atlantsko kositrne in bronaste izdelke v Sredozemlju, obsežna proizvodnja kovinskih predmetov pa se je zmanjšala na izdelavo sekir in orodij, ki jih še vedno najdemo zakopane v zelo velikih količinah vzdolž evropske atlantske obale.

### Oblikovalno obdobje
Med prehodom iz bronaste v železno dobo, od Duera v sodobni severni Portugalski in navzgor ob obalah Galicije  do osrednjih regij Asturije, je naselje na umetno utrjenih krajih nadomestilo stari model odprtih naselbin. Ta zgodnja gradišča so bila majhna (največ 1 ha), ki so bila na hribih, polotokih ali drugih naravno zaščitenih krajih, običajno obdarjenih z veliko vidljivostjo. Umetna obramba je bila sprva sestavljena iz zemeljskih nasipov, zidov in jarkov, ki so zapirali notranji bivalni prostor. Ta prostor je bil večinoma prazen, neurbaniziran in je bil uporabljen za komunalne dejavnosti, saj je obsegal nekaj krožnih, podolgovatih ali zaokroženih kvadratnih koč, od 5 do 15 metrov v največji dimenziji, zgrajenih iz lesa, rastlinskih materialov in blata, včasih ojačenih s kamnitimi nizkimi zidovi. Glavna notranja značilnost teh večnamenskih nerazdeljenih prostorov je bilo ognjišče, okroglo ali štirikotno, ki je pogojevalo uporabo drugih prostorov prostora.
V bistvu je glavna značilnost tega oblikovalnega obdobja prevzemanje s strani skupnosti večje avtoritete na račun elit, ki se odraža v manjšem pomenu proizvodnje prestižnih predmetov, medtem ko je kolektiv vlagal pomembna sredstva in delo v skupne prostore in obrambe. 

### Druga železne doba
Od začetka 6. stoletja pr. n. št. je kultura Castro doživela notranjo ekspanzijo: ustanovljenih je bilo na stotine novih utrdb, nekaj starejših manjših pa je bilo zapuščenih za nova naselja. Ta nova naselja so nastala v bližini dolin, v bližini najbogatejših kmetijskih zemljišč, ki so praviloma zaščitena z več obrambnimi linijami, sestavljenimi iz obzidja, jarkov in trdnih kamnitih zidov, verjetno zgrajenih ne le kot obrambni aparat, ampak tudi kot značilnost. kar bi lahko podelilo prestiž skupnosti. Včasih so bili človeški ostanki najdeni v zabojih ali pod zidovi, kar pomeni nekakšen temeljni zaščitni ritual.
V tem obdobju se je povečalo ne le število naselij, temveč tudi njihova velikost in gostota. Prvič, stare znane koče so pogosto nadomestile skupine družinskih stanovanj, ki so jih običajno sestavljale ena ali več koč z ognjiščem, okrogle kašče ter podolgovate ali kvadratne lope in delavnice. Hkrati so te hiše in skupine običajno zasedle večino notranjega prostora gradišč, kar je zmanjšalo komunikacijske odprte prostore, ki bi jih nadomestili drugi objekti, kot so savne, dvorane in skupne kovačnice.
Čeprav je imela večina skupnosti tega obdobja večinoma samozadostna izolirana gospodarstva, je bila pomembna sprememba vrnitev trgovine s Sredozemljem s strani zdaj neodvisne Kartagine, uspešne zahodnosredozemske sile. Kartažanski trgovci so uvažali vino, steklo, lončenino in drugo blago prek vrste emporijev, trgovskih pošt, ki so včasih vključevale templje in druge objekte. Hkrati arheološki register z najdbo velikih količin fibul, zatičev, klešč za puljenje las, obeskov, uhanov, ovratnic, zapestnic in drugih osebnih predmetov kaže na nenehen pomen posameznika in njegovega fizičnega videz. Medtem ko arheološki zapisi iz Castro železne dobe kažejo na zelo egalitarno družbo, te ugotovitve namigujejo na razvoj privilegiranega razreda z boljšim dostopom do prestižnih predmetov.
| Oppidum | Oppidum |
| --- | ------- |
| - Monumentalna vrata oppiduma San Cibrao de Lás (Galicija) - Delni pogled v Santa Tegra oppidum, A Guarda (Galicija) - Ulica v Citânia de Briteiros (Portugalska) - Velika komunikacijska stavba z vgrajeno klopjo v Citânia de Briteiros (Portugalska) |         |

### Oppidumi
Od 2. stoletja pred našim štetjem, zlasti na jugu, so se nekatera gradišča spremenila v napol mestna utrjena mesta, oppidum;[14] njihovi ostanki so lokalno znani kot cividades ali cidades, mesta, s populacijo nekaj tisoč prebivalcev, [15] kot so Cividade de Bagunte (50 ha), Briteiros (24 ha), Sanfins (15 ha), San Cibrao de Lás (20 ha) ali Santa Tegra (15 ha); nekatera od njih so bila celo večja od mest, Bracara Augusti in Lucus Augusti, ki ju je Rim ustanovil stoletje pozneje.
Za ta avtohtona mesta ali citadele so bile značilne njihova velikost in urbane značilnosti, kot so tlakovane ulice, opremljene s kanali za odtok meteorne vode, zbiralniki pitne vode in dokazi urbanističnega načrtovanja. Mnogi od njih so predstavljali tudi notranji in zgornji obzidani prostor, razmeroma velik in komaj urbaniziran, ki so ga lokalni učenjaki imenovali akropola. Ti oppidumi so bili na splošno obdani s koncentričnimi jarki in kamnitimi zidovi, do pet v Briteirosu, včasih okrepljenimi s stolpi. Vrata v te oppidume postanejo monumentalna in imajo pogosto skulpture bojevnikov.
Bivalni prostori oppiduma so pogosto na zunaj obzidani, kuhinje, lope, kašče, delavnice in dnevne sobe pa so urejene okoli notranjega tlakovanega dvorišča, včasih opremljenega s fontanami, odtoki in rezervoarji.
Cividade de Bagunte (Portugalska) je bilo eno največjih mest s 50 hektarji. Mesta obkrožajo številni manjši castros, od katerih so bili nekateri morda obrambne postojanke mest, kot je Castro de Laundos, ki je bil verjetno postojanka Cividade de Terroso. V Bragi, citadeli, ki jo je ustanovil Avgust, je toponim cividade, čeprav razen starodavnega imena župnije in predrimskih term ni nobenih arheoloških najdb. Bracara Augusta je kasneje postala prestolnica rimske province Gallaecia, ki je obsegala vse dežele, ki so bile nekoč del kulture Castro.
| Urbanizem | Urbanizem |
| --- | --------- |
| - Kopališče mesta Sanfins (Portugalska) - Rezervoar v Elviñini utrdbi, A Coruña - Rekonstruirana koča večjega družinskega jedra v oppidumu Santa Tegra (Galicija) - Družinsko jedro iz Cividade de Terroso (Portugalska) - Cividade de Terroso (Portugalska) |           |

### Rimsko obdobje
Prvo srečanje Rima s prebivalci castros in cividades je bilo med punskimi vojnami, ko so Kartažani najeli lokalne plačance za boj proti Rimu v Sredozemlju in v Italiji.
Kasneje so Gallaečani podprli Luzitance, ki so se borili proti Rimljanom, in posledično je rimski general Decim Junij Brut Kalaik vodil uspešno kaznovalno odpravo na sever leta 137 pr. n. št.; zmaga, ki jo je slavil v Rimu, mu je podelila naziv Callaicus (»Galicij«). V naslednjem stoletju je bila Gallaecia še vedno prizorišče delovanja Marka Perperna Veienta (73 pr. n. št.), Julija Cezarja (61 pr. n. št.) in Avgustovih generalov (29-19 pr. n. št.). Toda šele po tem, ko so Rimljani leta 19 pred našim štetjem premagali Asturijce in Kantabrijce, je očitna – prek napisov, numizmatičnih in drugih arheoloških najdb – podreditev lokalnih oblasti Rimu.
Medtem ko 1. stoletje pred našim štetjem predstavlja obdobje širitve in zrelosti kulture Castro, pod rimskim vplivom in z lokalnim gospodarstvom, ki so ga očitno več kot ovirali rimska trgovina in vojne, je v naslednjem stoletju nadzor Rimljanov postal političen in vojaški; prvič po več kot tisočletju so nastala nova neutrjena naselja na ravnicah in dolinah, hkrati pa so bila opuščena številna gradišča in mesta. Strabon je, verjetno opisoval ta proces, zapisal: »dokler jih niso ustavili Rimljani, ki so jih ponižali in večino njihovih mest zmanjšali na vasi« (Strabon, III.3.5).
Kultura je doživela nekakšno preobrazbo, ki je bila posledica rimskega osvajanja in oblikovanja rimske province Gallaecia v osrčju kulturnega območja Castro; do 2. stoletja pred našim štetjem je bila večina utrdb in oppidumov zapuščena ali ponovno uporabljena kot svetišča ali bogoslužna mesta, vendar so bila nekatera druga zasedena vse do 5. stoletja, ko so se germanski Svebi ustalili v Gallaecii.

## Gospodarstvo in umetnost
Kot rečeno, medtem ko je gospodarstvo iz bronaste dobe temeljilo na izkoriščanju in izvozu mineralnih lokalnih virov, kositra in bakra ter na množični proizvodnji in distribuciji prestižnih predmetov na dolge razdalje, je gospodarstvo železne dobe temeljilo na gospodarstvu nujnih dobrin. Kot večina predmetov in produkcij je bila pridobljena in situ ali zamenjana v trgovini na kratke razdalje.
Na južnih obalnih območjih je prisotnost sredozemskih trgovcev od 6. stoletja pr. n. št. dalje povzročila povečanje družbene neenakosti, ki je prinesla številne uvoze (fina keramika, fibule, vino, steklo in drugi izdelki) in tehnološke inovacije, kot je okrogel granitni mlinski kamen, ki so se zlili z atlantskimi lokalnimi tradicijami.
Rimska vojaška prisotnost na jugu in vzhodu Iberskega polotoka od 2. stoletja pred našim štetjem je okrepila vlogo avtohtonih bojevnikov, z boljšim dostopom do lokalnih prestižnih predmetov in uvoza.
| Dela iz kamna | Dela iz kamna |
| --- | ------------- |
| - Hrbtna stran sedečega kipa - Triskelion oppiduma iz Coeliobrige (Galicija) - Rezbarjenje 'odrezane glave' (Galicija) - Fragmentiran kip bojevnika (Galicija) - Izbor motivov in rezbarij iz regije Oppida Galicija |               |

### Hrana in proizvodnja hrane
Analiza cvetnega prahu potrjuje železno dobo kot obdobje intenzivnega krčenja gozdov v Galiciji in na severu Portugalske, pri čemer so se na račun gozdov širili travniki in polja. Prebivalci castrov so s tremi glavnimi vrstami orodja, plugom, srpom in motiko, skupaj s sekirami za sekanje lesa, pridelovali vrsto žit: (pšenico, proso, morda tudi rž) za peko kruha, pa tudi oves in ječmen, ki sta jih prav tako uporablja za proizvodnjo piva. Pridelovali so tudi fižol, grah in zelje ter lan za proizvodnjo tkanin in oblačil; nabirali so drugo zelenjavo: koprivo, vodno krešo. V večini gradišč so našli velike količine želoda, ki so ga uporabljali za proizvodnjo kruha, nekoč opečenega in zdrobljenega z granitnimi mlinskimi kolesi.
Drugi steber lokalnega gospodarstva je bila živinoreja. Gallaečani so redili govedo za proizvodnjo mesa, mleka in masla; uporabljali so tudi za vleko vozov in plugov, konje pa so uporabljali predvsem za prevoz ljudi. Redili so tudi ovce in koze, za meso in volno, ter prašiče za meso. Divje živali, kot so jeleni ali merjasci, so pogosto preganjali. Na obalnih območjih sta bila pomembna dejavnost ribolov in nabiranje školjk: Strabon je zapisal, da so prebivalci severne Iberije za lokalno plovbo uporabljali usnjene čolne, ki so verjetno podobni irskim in valižanskim coracles. Arheologi so našli trnke in uteži za mreže ter ostanke rib na odprtem morju, kar potrjuje prebivalce obalnih območij kot ribiče.

### Metalurgija
Rudarstvo je bilo sestavni del kulture in je privabljalo sredozemske trgovce, najprej Feničane, pozneje Kartažane in Rimljane. Zlato, železo, baker, kositer in svinec so bile najpogosteje pridobljene rude. Castro metalurgija je rafinirala kovine iz rud in jih ulivala za izdelavo različnih orodij.
V prvih stoletjih prvega tisočletja pred našim štetjem je bil bron še vedno najbolj uporabljena kovina, čeprav se je železo postopoma uvajalo. Glavni proizvodi so orodje (srpi, motike, plugi, sekire), predmeti za gospodinjstvo (noži in kotli) ter orožje (meči, konice sulic). V začetni železni dobi so lokalni obrtniki prenehali izdelovati nekatere najbolj značilne bronastodobne izdelke, kot so različni meči, rapir, sekire z dvojnim obročkom, naprsniki in večino nakita. Od tega časa kultura Castro razvija nakit halštatskega tipa, vendar z izrazitim mediteranskim vplivom, predvsem pri izdelavi ženskega nakita. Znanih je približno 120 zlatih ovratnic, izdelanih v treh glavnih regionalnih slogih, ki imajo pogosto velike zaključke, ki vsebujejo majhne kamne, kar je omogočilo, da so jih uporabljali tudi kot klopotce. Drugi kovinski artefakti so meči in noži, čelade Montefortino z lokalnim okrasjem ter žrtvene ali votivne sekire z upodobitvami kompleksnih darilnih prizorov (podobnih klasičnim suovetaurilijam), z ovratnicami, kotli, orožjem, živalmi različnih vrst motivov.
Dekorativni motivi vključujejo rozete, triskelione, svastike, spirale, prepletene motive, pa tudi motive palm, ribje kosti in strun, od katerih so mnogi še vedno vklesani v romanskih cerkvah in se še danes uporabljajo v lokalni ljudski umetnosti in tradicionalnih predmetih v Galiciji, na Portugalskem in severni Španiji. Ti isti motivi so bili v veliki meri uporabljeni tudi pri dekoraciji kamna. Castrova skulptura tudi razkriva, da so domačini te figure izrezljali v lesene predmete, kot so stoli in jih vtkali v svoja oblačila.
| Metalurgija | Metalurgija |
| --- | ----------- |
| - Bronasti meči (Galicija) - Ovratnice iz severne Galicije - Zaključek ovratnice iz oppiduma Santa Tegra, A Guarda (Galicija) - Viseči uhani v slogu Castro iz "Tesouro Bedoya", najdeni blizu Ferrola (Galicija) - Lunula iz Chão de Lamas, Coimbra (Portugalska) - Ovratnica iz Langrea v Asturiji] - Ovratnica iz Foxadosa, Museo de Pontevedra, Galicija - Ovratnice iz Cangas de Onis, Asturija |             |

### Dela v kamnu
Medtem ko je uporaba kamna za gradnjo stara tradicija v kulturi Castro, ki izvira iz 1. stoletja 1. tisočletja pred našim štetjem, je skulptura postala običajna šele od 2. stoletja pr. n. št. Proizvaja se pet glavnih vrst, vse v granitu:
- Guerreiros ali 'bojevniški kipi', ki običajno predstavlja moškega bojevnika v stoječem položaju, pripravljenega s kratkim mečem in caetro (majhen lokalni ščit), s kapo ali čelado, ovratnico, viriae (zapestnico) in okrašeno srajco, krilo in pas.
- Sedeči kipi: običajno prikazujejo boga, ki sedi na okrašenem prestolu, nosi viriae ali zapestnice in drži skodelico ali lonec. Čeprav so motivi avtohtoni, je njihov model očitno mediteranski; kljub temu pa za razliko od gallaeških iberskih sedečih kipov običajno prikazujejo boginje. Znanih je tudi nekaj kipov ženskih božanstev, ki predstavljajo stoječo golo žensko, ki nosi samo ovratnico, kot kipi moških bojevnikov.[22]
- Odrezane glave: podobno kot têtes coupées iz Francije; [23] predstavljajo mrtve glave in so bile običajno nameščene v stenah starodavnih utrdb in jih še vedno najdemo ponovno uporabljene blizu njih. Za razliko od vseh drugih vrst so te pogostejše na severu.
- Pedras formosas (dobesedno 'lepotni kamni') ali izdelane in izklesane plošče, ki se uporabljajo v notranjosti savn, kot okvir vrat notranjega prostora.
- Arhitekturna dekoracija: hiše oppiduma iz južne Galicije in severne Portugalske pogosto vsebujejo arhitekturne elemente, vgravirane z geometrijskimi ugodnimi motivi: rozete, triskelioni, kolesa, spirale, svastike, nizasti in prepleteni motivi, med drugim.[24]

| Pedra Formosa kamniti predmeti | Pedra Formosa kamniti predmeti |
| --- | ------------------------------ |
| - Pedra Formosa, Castro das Eiras, Vila Nova de Famalicão. (Portugalska) - Pedra Formosa, Citânia de Briteiros.(Portugalska) - Izklesan kamen, ponovno uporabljen v svebški cerkvi iz 6. stoletja v Dume, Braga (Portugalska) - Stara ponovno uporabljena kamnita plošča, zdaj na razstavi v Formigueirosu, Amoeiro, Galicija - Nagrobnik iz Dorige v Asturiji. |                                |

### Keramika in drugo
Lončenino so izdelovali lokalno v različnih slogih, čeprav so imeli premožnejši ljudje tudi uvožene sredozemske izdelke. Najbogatejša keramika je bila proizvedena na jugu, od regije Rias Baixas v Galiciji do Duera, kjer so dekoracijo pogosto žigosali in vrezali v lonce in vaze. Uporabljeni vzorci so pogosto razkrivali mesto, kjer so bili izdelani.

## Jezik, družba in religija

### Družba in vlada
V 1. stoletju našega štetja je več kot 700.000 ljudi živelo na glavnem območju kulture Castro, v utrdbah in oppidumih. Severni Gallaeci (Lucenses) so bili razdeljeni na 16 populi ali plemen: Lemavi, Albiones, Cibarci, Egivarri Namarini, Adovi, Arroni, Arrotrebae, Celtici Neri, Celtici Supertamarci, Copori, Celtici Praestamarci, Cileni, Seurri, Baedui. Asturi so bili razdeljeni v Augustane in Transmontane, ki so obsegali 22 plemen: Gigurri, Tiburi, Susarri, Paesici, Lancienses, Zoelae in drugi. Južne Gallaece (Bracareses), ki so obsegali območja oppidumov, je sestavljalo 24 civitates: Helleni, Grovi, Leuni, Surbi, Bracari, Interamnici, Limici, Querquerni, Coelerni, Tamagani, Bibali, Callaeci, Equasei, Caladuni ...
Vsakega od populi ali civitas je sestavljalo več castella, od katerih je vsak obsegal eno ali več utrdb ali oppidumov, ki so bili sami po sebi avtonomno politično poglavarstvo, verjetno pod vodstvom poglavarja in senata. Pod rimskim vplivom so se plemena očitno povzpeli v glavno vlogo, na račun manjših entitet. Od začetka naše dobe je znanih nekaj latinskih napisov, kjer se nekateri posamezniki razglašajo za princeps ali ambimogidus določenega populi ali civitas.

### Onomastika in jeziki
Imena nekaterih gradov in oppidumov so znana po izjavah o poreklu oseb, omenjenih v epitafih in votivnih latinskih napisih (Berisamo, Letiobri, Ercoriobri, Louciocelo, Olca, Serante, Talabriga, Aviliobris, Meidunio, Durbede.. ), skozi epitete domačih bogov v votivnih oltarjih (Alaniobrica, Berubrico, Aetiobrigo, Viriocelense...), ter pričevanja klasičnih avtorjev in geografov (Adrobrica, Ebora, Abobrica, Nemetobriga, Brigantium, Olina, Caladunum, Tyde, Glandomirum , Ocelum ...). Iz sodobnih krajevnih imen je mogoče razbrati še nekaj imen, saj tista, ki vsebujejo evolucijo keltskega elementa brigs, ki pomeni "hrib" in so značilno povezana s starimi utrdbami  (Tragove, O Grove < Ogrobre, Canzobre < Caranzobre , Cortobe, Lestrove, Landrove, Iñobre, Maiobre...) Približno polovica predlatinskih toponimov rimske Gallaecije je bila keltskih, ostali pa bodisi nekeltski zahodnoindoevropski ali mešani toponimi, ki vsebujejo keltske in nekeltske elemente.
O domačih osebnih imenih je znanih manj kot dvesto , od katerih jih je veliko prisotnih tudi v Luzitaniji, bodisi med Asturijci, bodisi med Keltiberci. Medtem ko imajo mnogi od njih zanesljivo keltsko etimologijo , ki je pogosto povezana z vojno, slavo ali hrabrostjo, drugi kažejo ohranitev /p/ in je zato verjetno luzitanščina boljša kot pravilno keltska; v vsakem primeru bi lahko bila številna imena keltska ali luzitanska ali celo pripadajo drugemu indoevropskemu lokalnemu jeziku. Med najpogostejšimi imeni so Reburrus, Camalus (v zvezi s staroirsko cam - bitka, srečanje), Caturus (keltsko *katu - boj), Cloutius (keltsko *klouto - slavni, z izpeljankami Clutamus – zelo znan in Cloutaius ter sestavljeni Vesuclotus - Tisti, ki ima dobro slavo), Medamus, Boutius, Lovesius, Pintamus, Ladronus, Apilus, Andamus (morda keltsko in-amo- najnižji), Bloena, Aebura/Ebura, Albura, Arius, Caelius in Caelicus (keltsko *kaylo - omen), Keltiatis, Talavius, Viriatus, med drugimi.
Zelo značilna za ljudstva kulture Castro (Gallaečani in zahodni Asturijci) je njihova onomastična formula. Medtem ko je onomastično formulo pri Keltibercih običajno sestavljeno iz imena, ki mu sledi patronimik, izražen kot genitiv, in včasih sklicevanje na gens, je bilo celotno ime ljudstva Castro sestavljeno tako:
Ime + patronimik (genitiv) + [izbirno sklicevanje na populi ali narod (nominativ)] + 'castello' ali njegova kratka oblika '>' + izvor osebe = ime castro (ablativ)
Torej bi ime, kot je Caeleo Cadroiolonis F Cilenvs > Berisamo, pomenilo Cailiosa, sina Cadroyola, Cilenca, iz utrdbe Berisamos. Znani so tudi drugi podobni antroponimni vzorci, ki se nanašajo predvsem na osebe, rojene v regijah med rekama Navia v Asturiji in Douro na Portugalskem, starodavna Gallaecia.

### Religija
| Religiozni predmeti | Religiozni predmeti |
| --- | ------------------- |
| - Votivna darilna sekira, okrašena s torcami. Iz Cariña (Galicija). - Skulpture glave, Museo de Pontevedra - Votivna darilna bronasta, s kotlom in torkom, Museo de Pontevedra - Diadem iz Moñesa (Piloña, Asturija). Paradirajo bojevniki z rogovimi čeladami, ki nosijo torke in kotle. |                     |

Verski panteon je bil obsežen in je vključeval lokalne in pankeltske bogove. Med kasnejšimi je bil najbolj relevanten bog Lugus; poznanih je 5 napisov s posvetitvijo temu božanstvu, katerega ime se pogosto izraža kot množinski dativ (LUGUBO, LUCOUBU). Na votivnih oltarjih, ki vsebujejo ta posvetila, so pogosto tri luknje za darove ali žrtve. Druga vseevropska božanstva so Bormanicus (bog, povezan z vročimi vrelci), Matres in Sulis ali Suleviae (SULEIS NANTUGAICIS).
Številnejši so votivni napisi, posvečeni avtohtonim Cosus, Bandua, Nabia in Reue. Ohranjenih je na stotine latinskih napisov s posvetili bogovom in boginjam. Arheološke najdbe, kot so obredne sekire, okrašene s prizori žrtvovanja živali, skupaj s skulpturami odrezanih glav in pričevanjem klasičnih avtorjev potrjujejo obredno žrtvovanje živali, in verjetno tudi človeško žrtvovanje, kot pri Luzitancih in Galcih.
Največje število avtohtonih božanstev, ki jih najdemo na celotnem Iberskem polotoku, je v luzitansko-galicijskih regijah, modeli, ki predlagajo razdrobljen in neorganiziran panteon, pa so bili zavrženi, saj je število božanstev, ki se pojavljajo skupaj, podobno kot pri drugih keltskih narodih v Evropi in starodavnih civilizacije.
Cosus, moško božanstvo, so častili na obalnih območjih, kjer so živeli Kelti, od regije okoli Aveira, Porta in do severne Galicije, vendar le redko v notranjosti, z izjemo regije El Bierzo v Leonu, kjer je bil ta kult pripisan do znanega prihoda galicijskih rudarjev, predvsem med Kelti Supertamarici. To božanstvo ni bilo zabeleženo na istih območjih, kjer se pojavljajo božanstva Bandua, Reue in Nabia, El Bierzo pa sledi istemu vzorcu kot na obali. S teonimskega vidika to kaže na nekatere etnokulturne razlike med obalo in notranjostjo. Pomponij Mela je z izjemo ljudstva Grovii izjavil, da so bili vsi prebivalci Kelti in da Cosusa tam niso častili. Plinij je tudi zavrnil, da so Grovii keltski, menil je, da imajo grško poreklo.
Bandua je tesno povezan z rimskim Marsom in ga manj pogosto častijo ženske. Religiozna narava Cosusa je imela veliko podobnosti z Bandua. Bandua je imel bojevit značaj in zagovornik lokalnih skupnosti. Čaščenje teh dveh bogov se ne prekriva, ampak se dopolnjuje in zavzema praktično celotno zahodno ozemlje Iberskega polotoka. V podporo ideji ni bilo najdenih dokazov, da bi katera koli ženska častila kateri koli spomenik, posvečen Cosusu. Najdišča Cosus najdemo v bližini naselij, kot sta Sanfins in naselje blizu A Coruñe.
Nabia je imela dvojno invokacijo, enega moškega in eno žensko. Najvišja Nabia je povezana z Jupitrom in drugo inkarnacijo božanstva, identificirano z Diano, Junono ali Viktorijo ali drugimi iz rimskega panteona, povezano z zaščito in obrambo skupnosti oziroma zdravja, bogastva in plodnosti. Bandua, Reue, Arentius-Arentia, Quangeius, Munidis, Trebaruna, Laneana in Nabia, ki so jih častili v osrčju Luzitanije, skoraj popolnoma izginejo zunaj meje z Vettonesi.
Bandua, Reue in Nabia so častili v osrednjem območju Luzitanije (vključno s severno Ekstremaduro do Beira Baixa in severno Luzitanijo) in dosegli notranjo Galicijo, širjenje teh bogov po celotnem severnem notranjem območju kaže kulturno kontinuiteto s Srednjo Luzitanijo.
Pogrebni obredi so večinoma neznani, razen na nekaj mestih, kot je Cividade de Terroso, kjer so prakticirali kremacijo.

## Glavne lokacije
Kandidati za svetovno dediščino leta 2010.
• Citânia de Briteiros, Guimarães, severna Portugalska
• Citânia de Sanfins, Paços de Ferreira, severna Portugalska
• Citânia de Santa Luzia, Viana do Castelo, severna Portugalska
• Citânia do Monte Mozinho, Penafiel, severna Portugalska
• Cividade de Terroso, Póvoa de Varzim, severna Portugalska
• Cividade de Bagunte, Vila do Conde, severna Portugalska
• Cividade de Âncora, Caminha in Viana do Castelo, severna Portugalska
• Santa Trega, A Guarda, Galicija
• San Cibrao de Las, Ourense, Galicija
• Castro de São Lourenço, Esposende, severna Portugalska
• Castro de Alvarelhos, Trofa, severna Portugalska
• Castro de Carmona, Barcelos, severna Portugalska
• Castro de Eiras, Vila Nova de Famalicão, severna Portugalska
• Castro de São Julião, Vila Verde, severna Portugalska
• Castromao, Ourense, Galicija
• Outeiro Lesenho, Boticas, severna Portugalska
• Outeiro Carvalhelhos, Boticas, severna Portugalska
• Outeiro do Pópulo, Alijó, severna Portugalska
• Outeiro de Romariz, Santa Maria da Feira, severna Portugalska
• Outeiro de Baiões, São Pedro do Sul, severna Portugalska
• Outeiro de Cárcoda, São Pedro do Sul, severna Portugalska
• Borneiro, Coruña, Galicija
• Cabeço do Vouga, Águeda, osrednja Portugalska
• Viladonga, Lugo, Galicija
- Utrdba Baroña, Porto do Son, Galicija
- Podrobnosti o Citânia de Sta. Luzia, Areosa, Portugalska
- Kopel ali savna v utrdbi Punta dos Prados, Ortigueira, Galicija
- Castro do Padrão, Santo Tirso, Portugalska
- Delni pogled na castro v Coañi v Asturiji
- Citânia de Sanfins, Paços de Ferreira, Portugalska
- Romanizirani castro v Viladongi, Castro de Rei, Galicija